# IC 978
IC 978 је спирална галаксија у сазвјежђу Дјевица која се налази на листи објеката дубоког неба у Индекс каталогу.
Деклинација објекта је - 2° 58' 25" а ректасцензија 14h 8m 58,0s. Привидна величина (магнитуда) објекта IC 978 износи 14,6 а фотографска магнитуда 15,4. IC 978 је још познат и под ознакама MCG 0-36-21, CGCG 18-60, NPM1G -02.0386, KCPG 417B, PGC 50493.